# サンタアニタトロフィー
サンタアニタトロフィーは、特別区競馬組合が大井競馬場で施行する地方競馬（南関東公営競馬）の重賞競走である。格付けは（SIII）。
副賞は、特別区競馬組合管理者賞（2025年）。

## 概要
ダート競馬の本場とも言えるアメリカ合衆国のサンタアニタパーク競馬場と大井競馬場が友好交流提携を結んだことを記念して、1996年に従来の関東盃を改名して現在に至る。この交換競走としてサンタアニタパーク競馬場では東京シティカップ（米G3）が開催されている。2006年にはサンタアニタパーク競馬場社長が大井競馬場に来場し、当日の大井競馬場内ではさまざまな交流イベントやサンタアニタパーク競馬場の紹介などが行われた。2015年は「～友好交流20周年記念～」の名を冠して行われた。
2010年まではダート内回り1600メートルで行われていたが、トゥインクル・ナイター25周年を記念して2011年はダート外回り1800メートルに変更となり、日本国外から招待馬を招く国際招待競走として行われた。負担重量もハンデキャップから別定に変更される。2012年からは再び国際競走ではなくなり、ダート内回り1600メートルのハンデキャップ競走に戻った。
2020年からはマイルグランプリと開催時期を入れ替え、秋季に施行されることになったが、2023年より再び夏季の開催となる。それにともない日本テレビ盃のトライアル競走となった。2024年からは優勝馬にテレ玉杯オーバルスプリントの優先出走権も付与されるようになっている。
2024年のみ本年7月5日にこの世を去ったセイントメモリーメモリアルと題し、「〜Remember セイントメモリー〜」として行われる。
例年、日本中央競馬会所属騎手を招いてのトークショーが同日に開催されている。

### 条件・賞金等（2025年）
出走資格
サラブレッド系3歳以上、南関東所属。
- サンタアニタトロフィートライアルの優勝馬に優先出走権がある。

負担重量
ハンデキャップ。
賞金額
1着1,500万円、2着525万円、3着300万円、4着150万円、5着75万円、着外手当15万円。
優先出走権付与
優勝馬には、テレ玉杯オーバルスプリントと日本テレビ盃の優先出走権が付与される。

## 国際招待競走
国際競走かつ招待競走として施行された2011年はアメリカ調教馬レッドアラートデイが出走した。これは地方競馬では初の外国馬の出走である。なお、施行は初だが、地方競馬で国際招待競走の実施が初めて決定されたのは、同じ大井競馬場の東京大賞典（初施行は2011年12月）である。

## 歴代優勝馬
国際招待競走として施行された2011年は優勝馬の国旗を表記する。1984年までは「関東盃」として施行。全て大井競馬場ダートコースで施行。
| 回数   | 施行年月日     | 距離  | 優勝馬             | 性齢 | 所属 | タイム | 優勝騎手   | 管理調教師 | 馬主                       |
| ------ | -------------- | ----- | ------------------ | ---- | ---- | ------ | ---------- | ---------- | -------------------------- |
| 第1回  | 1980年7月28日  | 1600m | トウケイホープ     | 牡5  | 大井 | 1:38.2 | 秋吉和美   | 大山末治   | 高橋文男                   |
| 第2回  | 1981年8月4日   | 1600m | ダイロクホーメイ   | 牡7  | 大井 | 1:38.5 | 的場文男   | 渥美忠男   | 小林健二                   |
| 第3回  | 1982年8月10日  | 1600m | レイクルイーズ     | 牝4  | 大井 | 1:39.0 | 山崎尋美   | 大山一男   | 岡田弘夫                   |
| 第4回  | 1983年8月8日   | 1600m | ストリートエース   | 牡5  | 大井 | 1:38.6 | 的場文男   | 永井繁     | 船橋ヤエ子                 |
| 第5回  | 1984年8月7日   | 1600m | マツノセイザン     | 牡5  | 大井 | 1:38.6 | 奥山正行   | 竹原眞一   | 北島鉄雄                   |
| 第6回  | 1985年8月1日   | 1600m | テツノカチドキ     | 牡6  | 大井 | 1:39.5 | 佐々木竹見 | 大山末治   | （株）勝俣工務店           |
| 第7回  | 1986年8月1日   | 1600m | ガルダン           | 牡6  | 大井 | 1:40.7 | 的場文男   | 三坂盛雄   | 田中治子                   |
| 第8回  | 1987年8月6日   | 1600m | テツノヒリユウ     | 牡5  | 大井 | 1:40.5 | 秋吉和美   | 大山末治   | （株）勝俣工務店           |
| 第9回  | 1988年8月10日  | 1600m | イーグルシヤトー   | 牝6  | 大井 | 1:39.4 | 堀千亜樹   | 大山二三夫 | 中村和夫                   |
| 第10回 | 1989年8月2日   | 1600m | ジングウブレーブ   | 牡5  | 大井 | 1:42.3 | 高橋三郎   | 飯野貞次   | 片岡良夫                   |
| 第11回 | 1990年8月1日   | 1600m | テツノヒリユウ     | 牡8  | 大井 | 1:41.2 | 鷹見浩     | 大山末治   | （株）勝俣工務店           |
| 第12回 | 1991年7月29日  | 1600m | ジヨージモナーク   | 牡7  | 大井 | 1:39.6 | 早田秀治   | 赤間清松   | 須原秀晴                   |
| 第13回 | 1992年7月27日  | 1600m | ハナセール         | 牡5  | 大井 | 1:39.1 | 高橋三郎   | 物井榮     | （有）兼正商事             |
| 第14回 | 1993年7月28日  | 1600m | モガミキツカ       | 牡6  | 船橋 | 1:38.2 | 石崎隆之   | 川島正行   | （有）最上ホースクラブ     |
| 第15回 | 1994年7月28日  | 1600m | サクラハイスピード | 牡7  | 船橋 | 1:40.8 | 佐藤隆     | 川島正行   | 全尚烈                     |
| 第16回 | 1995年7月27日  | 1600m | プレザント         | 牡6  | 船橋 | 1:41.0 | 石崎隆之   | 濱月睦生   | 佐橋五十雄                 |
| 第17回 | 1996年7月24日  | 1600m | ホクトムソウ       | 牡6  | 大井 | 1:41.0 | 郷間隆     | 庄子連兵   | （有）北斗牧場             |
| 第18回 | 1997年7月28日  | 1600m | アブクマポーロ     | 牡6  | 船橋 | 1:39.8 | 石崎隆之   | 出川克己   | 鑓水秋則                   |
| 第19回 | 1998年7月23日  | 1600m | サントス           | 牡6  | 大井 | 1:40.3 | 鈴木啓之   | 須田明雄   | （有）隆駿                 |
| 第20回 | 1999年7月22日  | 1600m | インテリパワー     | 牡5  | 川崎 | 1:40.3 | 張田京     | 秋山重美   | 佐橋五十雄                 |
| 第21回 | 2000年7月25日  | 1600m | キクオブメイスン   | 牡7  | 大井 | 1:39.0 | 的場文男   | 倉内賢     | 梅村浩                     |
| 第22回 | 2001年7月25日  | 1600m | サンデーツヨシ     | 牡4  | 大井 | 1:39.5 | 内田博幸   | 赤間清松   | 高橋正                     |
| 第23回 | 2002年7月24日  | 1590m | ベルモントアクター | 牡6  | 船橋 | 1:39.5 | 石崎隆之   | 出川克己   | （有）ベルモントファーム   |
| 第24回 | 2003年7月26日  | 1590m | コアレスハンター   | 牡6  | 大井 | 1:38.5 | 内田博幸   | 高橋三郎   | 小林昌志                   |
| 第25回 | 2004年7月26日  | 1600m | トミケンマイルズ   | 牡4  | 船橋 | 1:38.5 | 張田京     | 岡林光浩   | （有）トミケン             |
| 第26回 | 2005年8月3日   | 1600m | スピニングアロー   | 牡7  | 大井 | 1:38.8 | 張田京     | 三坂盛雄   | 沖田正憲                   |
| 第27回 | 2006年8月2日   | 1600m | ボンネビルレコード | 牡4  | 大井 | 1:38.7 | 的場文男   | 庄子連兵   | 塩田清                     |
| 第28回 | 2007年8月10日  | 1600m | ショーターザトッシ | 牡5  | 大井 | 1:38.0 | 今野忠成   | 月岡健二   | 木村龍彦                   |
| 第29回 | 2008年7月30日  | 1600m | チェレブラーレ     | 牡4  | 大井 | 1:39.6 | 張田京     | 太田進     | 矢野秀春                   |
| 第30回 | 2009年7月22日  | 1600m | ブルーホーク       | 牡5  | 大井 | 1:39.8 | 坂井英光   | 月岡健二   | （有）ブルーホースクラブ   |
| 第31回 | 2010年7月28日  | 1600m | カキツバタロイヤル | 牡4  | 船橋 | 1:38.7 | 本多正賢   | 凾館一昭   | 佐野恒久                   |
| 第32回 | 2011年8月3日   | 1800m | カキツバタロイヤル | 牡5  | 船橋 | 1:51.8 | 石崎駿     | 凾館一昭   | 佐野恒久                   |
| 第33回 | 2012年8月1日   | 1600m | ゴーディー         | 牡4  | 大井 | 1:39.7 | 赤嶺亮     | 赤嶺本浩   | 武仲勝                     |
| 第34回 | 2013年7月31日  | 1600m | セイントメモリー   | 牡6  | 大井 | 1:39.4 | 本橋孝太   | 月岡健二   | 内海正章                   |
| 第35回 | 2014年7月30日  | 1600m | セイントメモリー   | 牡7  | 大井 | 1:39.0 | 本橋孝太   | 月岡健二   | 内海正章                   |
| 第36回 | 2015年7月29日  | 1600m | ソルテ             | 牡5  | 大井 | 1:38.8 | 吉原寛人   | 寺田新太郎 | （株）フロンティア・キリー |
| 第37回 | 2016年8月3日   | 1600m | リアライズリンクス | 牡6  | 浦和 | 1:40.9 | 的場文男   | 小久保智   | 飯田訓大                   |
| 第38回 | 2017年7月26日  | 1600m | ゴーディー         | 牡9  | 大井 | 1:41.0 | 的場文男   | 赤嶺本浩   | 武仲勝                     |
| 第39回 | 2018年8月1日   | 1600m | ヒガシウィルウィン | 牡4  | 船橋 | 1:40.9 | 森泰斗     | 佐藤賢二   | （株）MMC                  |
| 第40回 | 2019年7月31日  | 1600m | ノンコノユメ       | セ7  | 大井 | 1:39.4 | 真島大輔   | 荒山勝徳   | 吉田千津                   |
| 第41回 | 2020年11月18日 | 1600m | ワークアンドラブ   | 牡5  | 大井 | 1:38.8 | 笹川翼     | 荒山勝徳   | 小林祥晃                   |
| 第42回 | 2021年11月2日  | 1600m | トロヴァオ         | 牡8  | 大井 | 1:40.1 | 笹川翼     | 荒山勝徳   | （有）キャロットファーム   |
| 第43回 | 2022年11月2日  | 1600m | スマイルウィ       | 牡5  | 船橋 | 1:38.0 | 矢野貴之   | 張田京     | 組）SRT                    |
| 第44回 | 2023年8月2日   | 1600m | シュアゲイト       | 牡6  | 大井 | 1:38.3 | 達城龍次   | 坂井英光   | 稲場澄                     |
| 第45回 | 2024年7月31日  | 1600m | デュードヴァン     | 牡7  | 大井 | 1:40.7 | 御神本訓史 | 坂井英光   | 橋本征道                   |
| 第46回 | 2025年7月16日  | 1600m | ランリョウオー     | 牡7  | 浦和 | 1:39.8 | 本橋孝太   | 小久保智   | 糸井政三                   |

- 2000年以前は旧馬齢表記。

出典：南関東4競馬場公式 「サンタアニタトロフィー競走優勝馬」